# Manuel Espino
Manuel de Jesús Espino Barrientos (Victoria de Durango, Durango; 29 de noviembre de 1959) conocido como Manuel Espino, es un empresario y político mexicano, miembro del partido Morena. Se desempeñó como Director del Colegio Nacional de Educación Profesional Técnica entre 2022 y 2024.
Realizó estudios de licenciatura en administración de empresas en la Universidad del Noroeste; un diplomado en criminología en la Universidad La Salle en la Ciudad de México y el diplomado Teoría y praxis del federalismo contemporáneo.

## Biografía

### Carrera política

#### Seguridad Pública
Su experiencia en labores policiacas comienza en 1984 en Ciudad Juárez, Chihuahua, en donde ocupó diversos cargos en la Dirección General de Seguridad Pública, como director de Sistemas y Procedimientos en la Dirección General de Seguridad Pública del Gobierno Municipal y Jefe del Departamento del Control de Unidades en la Dirección General de Seguridad Pública durante la administración de Francisco Barrio Terrazas.
Espino cuenta con la Maestría en Seguridad e Inteligencia Estratégica, así como diplomados en Criminología por la Universidad La Salle en la Ciudad de México, en Teoría y Praxis del Federalismo Contemporáneo.
Como diputado federal en la LVI Legislatura, fue Coordinador de Seguridad del PAN y Secretario de la Comisión de la Defensa Nacional. En la LVIII Legislatura fue Presidente de la Comisión Especial de Seguridad Pública. En la LXIII Legislatura fue Secretario de las comisiones de Defensa Nacional y Seguridad Pública.

#### Partido Acción Nacional
Ingresó al Partido Acción Nacional (PAN) en 1978 y del 2002 a 2005 fue Secretario General y a partir de ese año Presidente del Comité Ejecutivo Nacional del PAN hasta 2007.
Consejero Nacional de 1986 a la fecha; consejero Estatal y miembro del Comité Directivo Estatal en Sonora de 1999 a 2002; presidente Estatal en Sonora de 1996 a 1999 y miembro de la Secretaría de Relaciones Nacionales del Comité Ejecutivo Nacional, con la cartera de 'Relaciones con las Fuerzas Armadas' de 1995 a 1996.
Se desempeñó como Coordinador de la campaña federal en Ciudad Juárez, Chihuahua, en 1994; consejero Estatal y miembro del Comité Directivo Estatal de Chihuahua de 1990 a 1993; secretario general del Comité Directivo Estatal de Chihuahua de 1990 a 1992 y candidato a diputado federal en 1991.
Fue presidente interino del Comité Directivo Municipal de Ciudad Juárez, Chihuahua, en 1990; secretario general del Comité Directivo Municipal de Ciudad Juárez, Chihuahua, de 1989-1990; secretario de Resistencia Civil del Comité Directivo Municipal de Ciudad Juárez, Chihuahua, de 1987 a 1989 y representante de Casilla y de organismos electorales de 1979 a 1986.
De 2018 a septiembre de 2019 fue Secretario de Gobierno del Municipio de Naucalpan de Juárez en el Estado de México en la gestión de Patricia Durán Reveles.
El 27 de septiembre se integra al Gabinete del Gobierno de Andrés Manuel López Obrador. El 21 de febrero de 2020 es nombrado Comisionado General del Servicio de Protección Federal.

#### Gobierno
Se desempeñó como coordinador de Giras de la Presidencia de la República en el 2001; contralor Municipal de la administración municipal de Hermosillo, Sonora, en 1999; de 1993-1994 fue secretario Particular del Secretario de Educación para el Subsistema Federal en el Gobierno del Estado de Chihuahua.
De 1992 a 1993 se desempeñó como jefe de la Oficina Desconcentrada de Gobernación del Gobierno del Estado de Chihuahua; de 1987 a 1988 director de Sistemas y Procedimientos en la Dirección General de Seguridad Pública del Gobierno Municipal de Ciudad Juárez, Chihuahua; de 1986 a 1987 jefe del Departamento de Archivo y Estadística en la Dirección General de Seguridad Pública del Gobierno Municipal de Ciudad Juárez, Chihuahua, y de 1983 a 1986 jefe del Departamento del Control de Unidades en la Dirección General de Seguridad Pública en el Gobierno Municipal de Ciudad Juárez, Chihuahua.
De 1994–1997 diputado federal a la LVI Legislatura, primer Secretario de la Comisión de la Defensa Nacional y coordinador de Seguridad del Grupo Parlamentario del PAN.
En el 2001 fue diputado federal a la LVIII Legislatura, presidente de la Comisión Especial de Seguridad Pública e integrante de la Comisión de Energía.
El 12 de diciembre de 2022, fue nombrado por el presidente Andrés Manuel López Obrador como Director del  Colegio Nacional de Educación Profesional Técnica (Conalep).

#### Morena
En noviembre de 2021, Manuel Espino se afilió al partido Morena para contender por la gubernatura de Durango.

### Otras actividades
Editorialista y comentarista en diversos medios de comunicación; miembro de la Asociación de Scouts de México, A.C. (ASMAC), con diversos cargos de dirección local, regional y nacional; miembro fundador y Vicepresidente de la Fundación para la Difusión Cultural del Medio Milenio en América; miembro del Desarrollo Humano Integral y Acción Ciudadana, Delegación Ciudad Juárez, Chihuahua; miembro Fundador del Centro de Estudios Hispanoamericanos en El Paso, Texas; fundador y dirigente de diversas organizaciones deportivas, estudiantiles, cívicas y de servicio.
Ganador de diversos premios, locales, regionales y nacionales en diversas disciplinas de arte y cultura. (oratoria, poesía y dibujo artístico).El más reciente, Premio Nacional de comunicación José Pagés Llergo 2010 por su libro «La Guerra Injusta de Ciudad Juárez».
Supervisor de Producción de la Empresa Honeywell , Optoelectronics de Ciudad Juárez, Chihuahua; Administrador Interventor de Zapaterías Bernini de Juárez; Administrador de la Empresa Servicios Profesionales de Contabilidad y Administración en Ciudad Juárez, Chihuahua.
Expositor de temas diversos en cursos del Partido Acción Nacional y otros foros; miembro del Equipo Nacional de Adiestramiento de la Asociación de Scouts de México, A.C. (ASMAC); instructor de Capacitación de la empresa Asesorías, Capacitación y Adiestramiento en Ciudad Juárez, Chihuahua y Victoria de Durango, Durango; profesor de Educación Secundaria y Media Superior en diversas instituciones educativas de Victoria de Durango y Ciudad Juárez.
Además de refrendar el triunfo del Partido Acción Nacional en la Presidencia de la República, lo dejó con el mayor número de senadores, diputados, gobernadores, diputados locales, presidentes municipales, síndicos y regidores de su historia y es el primer Presidente del Comité Ejecutivo Nacional del Partido Acción Nacional en ganar la mayoría en la Cámara de Diputados y en la Cámara de Senadores lo cual le dio un gran apoyo y sustento legislativo al gobierno del Presidente Felipe Calderón Hinojosa.
En 2010 fue expulsado del Partido Acción Nacional por el Comité Directivo Estatal de Sonora, asentando el partido en el expediente que el motivo fue «exceso de libertad de expresión». Apeló y la expulsión fue ratificada por el Comité Ejecutivo Nacional. El 6 de mayo de 2011 presentó una copia del Juicio de Protección de los Derechos Político-Electorales del Ciudadano ante el Tribunal Electoral del Poder Judicial de la Federación. En votación dividida, el tribunal ratificó su expulsión, a pesar de haber declarado como inconstitucionales parte de los reglamentos aplicados, obligando al Partido Acción Nacional a rectificarlos.
Más tarde se convirtió en promotor del movimiento nacional Volver a Empezar (VAE) desde donde se declaró interesado en competir por la candidatura para Presidente de la República del Partido Acción Nacional en julio de 2011. En la encuesta de Gabinete de Comunicación Estratégica ha aparecido ubicado en tercer lugar de preferencias entre los militantes panistas. Desde la declaración de sus aspiraciones, ha sido el que obtiene un mayor aumento en la encuesta Mitofsky de julio de 2011.
Colabora en el programa Fórmula Confidencial todos los lunes a las 21 en Radio Fórmula 1470

## Controversias

### Posturas sobre la homosexualidad en redes sociales
El 23 de enero de 2011 escribió en su cuenta de Twitter dos mensajes: 1.-«Que personas del mismo sexo mantengan un vínculo jurídico, es su derecho, llamarlo "matrimonio" es innecesario. Adoptar niños es absurdo!!!» Twitter y 2.-«Respeto que los gays sean tales, respeten los derechos de los niños y la institución matrimonial. A su unión llamenla de otra forma!!» Twitter , lo que le valió convertirse en el 8.º tema mundial de la red Twitter con la etiqueta #DiscriminoComoEspino. Sobre este tema argumentó: «Tengo amigos gays, respeto su forma de ser como ellos respetan la mía y mi opinión. La diversidad reclama tolerancia, madurez y respeto» Twitter . Además se refirió a su propio libro «Volver a Empezar» (Editorial Grijalbo 2009) y citó un párrafo de la página 148: «No podemos menospreciar a quienes, desde convicciones diferentes a las nuestras, han formado parejas que prescriben sus propias reglas de relación y de unidad afectiva. Se trata de sociedades de convivencia al margen de la ley natural o de la ley positiva, lo que no cancela sus derechos dentro de la comunidad. En ellas también puede existir espíritu de familia donde se logren vínculos de solidaridad, amor y respeto. Merecen ser reconocidas y respetadas mientras no atenten contra la naturaleza humana».

### Pactos con el crimen organizado
En octubre de 2022 cuando participó en el foro internacional "Seguridad y Justicia por un  México Mejor", reveló que le propuso al secretario de gobernación Adán Augusto López pactar con el crimen organizado para pacificar al país. Argumentó que la idea no es una ocurrencia, pues está comprobado que da resultados y puso como ejemplos casos de El Salvador y Colombia.

Yo le dije al secretario de Gobernación que la propuesta que puse en sus manos era buscar la manera de hacerla llegar a alguno de los grupos del crimen organizado en México, y logré hacerla llegar, y solamente recibí respuesta de dos.
Manuel Espino Barrientos

Asimismo, mencionó que esta misma propuesta se la planteó a la secretaria de Seguridad y Protección Ciudadana, Rosa Icela Rodríguez, a pesar de que esta no accedió, insistió en que no se puede descartar pactos con los grupos criminales.